# کیت بوکر
کیت بوکر (انگلیسی: Keith Bowker؛ زادهٔ ۱۸ آوریل ۱۹۵۱) بازیکن فوتبال اهل بریتانیا است.
از باشگاه‌هایی که در آن بازی کرده‌است می‌توان به باشگاه فوتبال کمبریج یونایتد، باشگاه فوتبال بیدفورد، باشگاه فوتبال تورکی یونایتد، باشگاه فوتبال اکستر سیتی، باشگاه فوتبال بیرمنگام سیتی، و باشگاه فوتبال نورث‌همپتون تاون اشاره کرد.